# حصرون (شخصية توراتية)

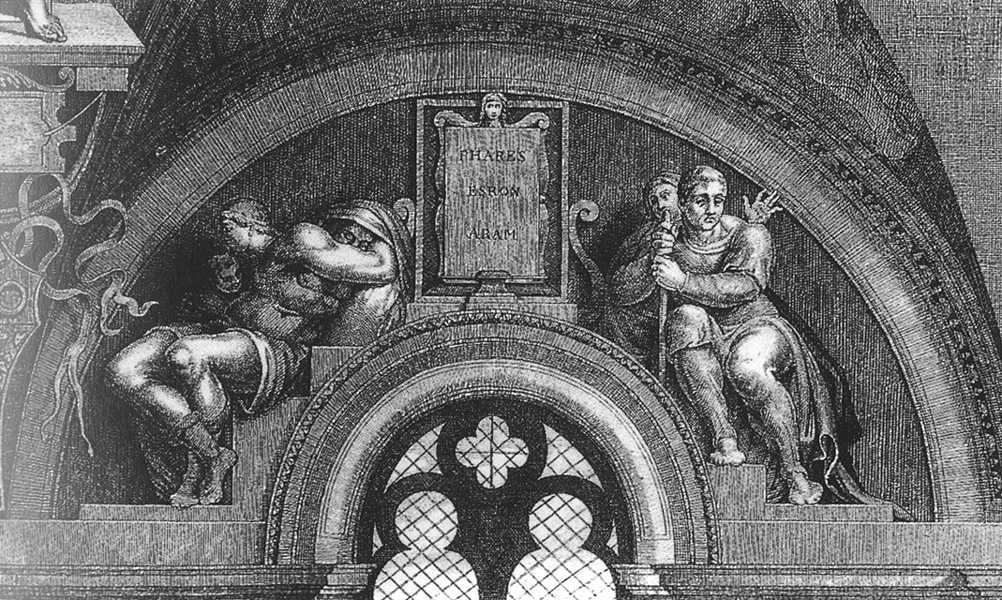
حصرون وفارص ورام. رسم تخطيطي رسمه ميكيلانجيلو من لوحة جدارية في كنيسة سيستينا (1511-2)، قبل أن يغطيه لاحقًا (1520-30)

حَصْرُونُ (بالعبرية: חצרון)، هو شخصية توراتية وابن فارص بن يهوذا. النص في سفر العدد يسرد حصرون مع آباء الأمة الإسرائيلية. ذُكر اسم حصرون لأول مرة في قائمة المراجع في سفر التكوين والتي تذكر يعقوب وأبنائه وعائلاتهم الذين نزلوا إلى مصر القديمة. كما أنه من أسلاف الملك داود.
تزوج حصرون من ابنة ماكير عندما كان في الستين من عمره وأنجبت سجوب. أما ابناؤه يرحمئيل و‌رام وكلوباي (كالب)، فيبدو انهم وُلدوا في وقت أبكر.
قوائم المراجع التي تظهر في سفر أخبار الأيام والقصص حول تنظيم عائلات يهوذا تعطي معلومات عن عائلة حصرون. يقسم البعض سبط يهوذا إلى مجموعتين رئيسيتين - المجموعة الرئيسية هي عائلة حصرون بن فارص والمجموعة الأخرى هي بقية عائلات يهوذا. تنقسم المجموعة التي تنتمي إلى عائلة بني حصرون إلى بني يرحمئيل وبني كالب، وفي وسط المجموعة التي تضم بيت داود.